# Tetramer

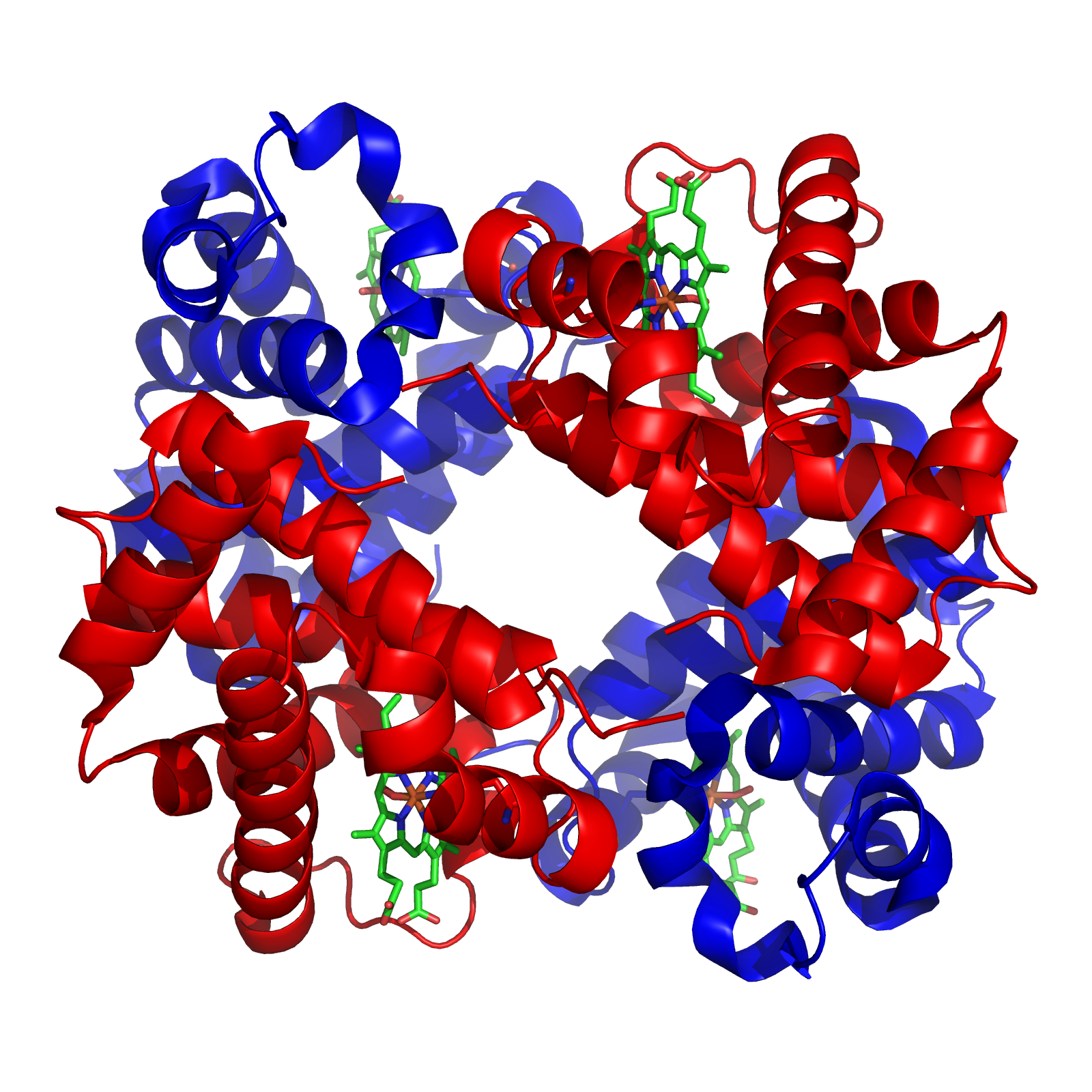
Ein Beispiel eines Tetramer-Proteins ist das menschliche Hämoglobin. Die α- und β-Untereinheiten sind rot und blau eingefärbt.

Ein Tetramer (von griech. τετρα tetra ‚vier‘ und griech. µέρος meros ‚Teil‘) ist in der Chemie und Biochemie eine Einheit, die aus vier Untereinheiten gebildet wird.
In der Chemie bezeichnet der Term ein Molekül, das aus vier identischen Monomeren entsteht – zum Beispiel Tetrapropylen, das aus vier „Propylen“-Monomeren herstellbar ist oder Kobophenol A, ein Molekül aus vier Stilbenoid-Monomeren.
In der Biochemie bezeichnet ein Tetramer einen Molekülkomplex, der aus vier Untereinheiten gebildet wird (meistens ein tetrameres Protein), die entweder alle identisch sind (homotetramer), wie im Concanavalin A, oder die verschieden und unterscheidbar sind (heterotetramer), wie etwa beim Hämoglobin. Hämoglobin hat vier ähnliche Untereinheiten, während Immunglobuline zwei sehr verschiedene Untereinheiten besitzen. Die unterschiedlichen Untereinheiten können jeweils ihre eigene Aktivität haben, wie das Binden von Biotin durch Avidin-Tetramere, oder sie haben eine gemeinsame biologische Eigenschaft, wie etwa die allosterische Bindung von Sauerstoff im Hämoglobin.